# Aspidonepsis diploglossa
Aspidonepsis diploglossa är en oleanderväxtart som först beskrevs av Porphir Kiril Nicolai Stepanowitsch Turczaninow, och fick sitt nu gällande namn av A. Nicholas och D.J. Goyder. Aspidonepsis diploglossa ingår i släktet Aspidonepsis och familjen oleanderväxter. Inga underarter finns listade i Catalogue of Life.